# 寿昌寺 (品川区)
寿昌寺（じゅしょうじ）は、東京都品川区にある臨済宗妙心寺派系の単立寺院。

## 概要
江戸時代初期、深川周辺に大悲円満国師によって開山されたといわれている。後に国師は伊達政宗の正室愛姫の帰依を受け、1645年（正保2年）に現在地に移転し、愛姫から堂宇の寄進を受けた。寺号の「寿昌寺」は、愛姫の出家後の名「寿昌尼」に由来する。
そのため仙台藩家臣の菩提寺となった。高橋是清が藩の足軽の養子となった後、寺小姓として当寺に寓居した。

## 交通アクセス
- 高輪台駅より徒歩6分。